# Particella virus-simile
Le particelle virus-simili (note come VLP: virus-like particles) assomigliano a virus, ma non sono infettive, perché non contengono alcun materiale genetico virale. L'espressione di proteine virali strutturali, come quelle per il pericapside o il capside, possono provocare l'auto-assemblaggio di particelle virus-simili. VLP derivate dal virus dell'epatite B sono state descritte oltre 40 anni fa nel siero di un paziente. Più recentemente, le VLP sono state prodotte dai membri di una vasta gamma di famiglie di virus, in particolare Parvoviridae (ad esempio virus adeno-associati), Retroviridae (ad esempio HIV), e Flaviviridae (ad esempio virus dell'epatite C). Le VLP possono essere prodotte in una varietà di sistemi di coltura di cellule comprese cellule di mammifero, di insetto, di lievito e di piante.

## Applicazioni
Le VLP sono spesso utilizzate negli studi per identificare i componenti delle proteine necessarie per l'assemblaggio virale e come uno strumento utile per lo sviluppo di vaccini. Le VLP contengono una gran quantità di proteine virali superficiali che possono suscitare forti risposte immunitarie delle cellule B e T. Più recentemente, le VLP sono state utilizzate per sviluppare un vaccino pre-clinico contro il virus Chikungunya.
Gli sforzi della terapia genica sulle particelle virus-simili per utilizzarle come sistema di trasporto di geni o di altre terapie.

### Vaccini per l'influenza
La ricerca suggerisce che i vaccini VLP contro il virus dell'influenza potrebbero fornire la più forte e più duratura protezione contro i virus influenzali rispetto ai vaccini convenzionali. Importanti case farmaceutiche hanno iniziato studi clinici per i loro vaccini antinfluenzali a base di particelle virus-simili.

### Lipoparticelle
Recemente, una particella virus-simile specializzata, chiamata lipoparticella, è stata sviluppata per aiutare lo studio delle proteine integrali di membrana. Le lipoparticelle sono VLP stabili, altamente purificate e omogenee che sono state progettate per contenere alte concentrazioni di una proteina di membrana di interesse conformazionalmente intatta. Le proteine integrali di membrana sono coinvolte in diverse funzioni biologiche e sono bersaglio di quasi il 50% degli attuali farmaci terapeutici. Tuttavia, a causa dei loro domini idrofobici, le proteine di membrana sono difficili da manipolare al di fuori delle cellule viventi. Le lipoparticelle possono contenere molti tipi di proteine di membrana, tra cui i recettori accoppiati a proteine G (GPCR), canali ionici e pericapsidi. Le lipoparticelle forniscono una piattaforma per numerose applicazioni tra cui lo screening degli anticorpi, produzione di immunogeni, e l'analisi dei leganti
.